# José Peixoto
José Afonso dos Reis Peixoto, mais conhecido por José Peixoto é um guitarrista e compositor português que já gravou mais de duas dezenas de discos em nome próprio, a solo ou ao serviço de projetos partilhados. Guitarrista de formação clássica e músico profissional desde o início dos anos 80, depois de uma passagem fugaz pelo curso de arquitetura, foi sempre saltitando entre a música erudita, o jazz, e a música popular. Foi ainda durante 13 anos, um dos membros dos Madredeus.

## Biografia
Associando formação clássica com uma enorme experiência como músico, arranjador, produtor e compositor em diversos géneros musicais, o guitarrista José Peixoto concluiu em 1981 o Curso Geral de Guitarra da Academia de Amadores de Música de Lisboa.
Foi professor nessa mesma escola entre 1982 e 1992, tendo prosseguido também os seus estudos com o professor Piñeiro Nagy.
Em 1980 concluiu o 1º ano de Arquitectura na ESBAL (Escola Superior de Belas Artes de Lisboa), tendo desistido posteriormente do curso para se dedicar exclusivamente à música.
Fez parte, como alaudista, do grupo de música antiga La Batalla, com o qual gravou “Cantigas de Amigo”.
Em 1989 formou, com José Mesquita Lopes e António Ferreirinho, o Trio de Guitarras de Lisboa, com o qual participou em diverso festivais e gravou para a rádio e a televisão.
Como músico e compositor, integrou o trio de música instrumental Shish, com o qual gravou Espaços, em 1987, e o agrupamento formado por Mário Laginha, Mário Barreiros, Carlos Bica, José Martins e Martin Fredebeul, com que gravou em 1988 “El Fad”.
Com o contrabaixista de jazz Carlos Bica criou, em 1989, o grupo Cal Viva, que dá nome ao cd gravado, apresentado em concerto na Europa e em Macau, ao qual, a partir de 1991, se associaram Maria João e Mário Laginha para uma série de tournées europeias, que incluíram a gravação de “Sol” para a editora alemã Enja.
Trabalhou também em diferentes projectos com, entre outros, os músicos Janita Salomé, Pedro Caldeira Cabral, José Mário Branco, Maria João, Rui Veloso, Júlio Pereira, etc.
Gravou em 1994 o cd “Taifa” com o guitarrista Mário Delgado e o percussionista José Salgueiro.
Nas composições para bailado destacam-se “Alto Contraste”, em parceria com Nuno Rebelo, apresentado pelo Dança Grupo em 1990 na Fundação Calouste Gulbenkian, “Núcleo”, estreado em 1991 no Acarte pelo grupo da coreógrafa  Margarida Serrão, e a banda sonora do bailado “Vozes Caladas”, da coreógrafa Amélia Bentes, apresentado pela Companhia de Dança de Almada.
A partir de 1993 e durante mais de uma década fez parte do grupo Madredeus com o qual efectuou várias tournées mundiais e gravou sete cd’s.
O seu trabalho a solo está registado em “As Vozes dos Passos”, de 1996 e “A Vida de Um Dia”, de 1998. Em 2000 gravou “O que me diz o espelho de água”, com a colaboração do contrabaixista Mário Franco.
Ainda no ano 2000 é editado pela Musicoteca o álbum de partituras “Amarelos e outros tons” com oito peças para guitarra, uma das quais, a que dá nome ao álbum, é peça obrigatória no exame de admissão para o Curso de Guitarra da Escola Superior de Música de Lisboa.
Em 2001 é editado o CD “A Tempo”, uma antologia em que é incluída a música do bailado “Núcleo”, composta em 1991.
No ano de 2002 grava com o músico Fernando Júdice o CD “Carinhoso” baseado na obra do compositor brasileiro Pixinguinha, considerado o pai do chorinho brasileiro.
Grava em nome próprio uma série de cd’s, entre os quais “Aceno” (2003), para o qual convida o guitarrista americano Ralph Towner, “Estrela” (2004) com Filipa Pais, “Cacus” (2005), em duo com o violinista Carlos Zíngaro e “Pele” (2006) com Maria João.
Em 2005 é-lhe atribuído pela Rádio Central FM o troféu “O Melhor Guitarrista do Ano”.
Reactiva em finais de 2007 o grupo de jazz português contemporâneo El Fad com o qual grava dois cd’s: “Vivo” em 2008 e “Lunar” em 2010. São incluídos na lista de melhores edições dos respectivos anos pela revista Jazz.pt.
Faz a produção e direcção musical do disco “Todas las horas son viejas” da cantora espanhola Maria Berasarte (2009) e da peça “A Lua de Maria Sem” (2011), sobre fados de Alfredo Marceneiro,  com texto e letras de João Monge e que estreou no Teatro S. Luis em Lisboa.
Juntamente com o percussionista José Salgueiro grava o projecto Aduf (grupo que inclui cinco percussionistas) em 2010 e com edição de um dvd em 2011
Em 2011 ganha o prémio Carlos Paredes com o CD “Lunar”.
Escreve a música para a peça de teatro “Guerras de alecrim e manjerona” (ópera lírico-jocosa de António José da Silva, séc XVIII) para o Teatro da Terra (da actriz Maria João Luis) com estreia em Novembro de 2011.
Em 2012 edita com o apoio da Sociedade Portuguesa de Autores três livros de partituras: “Sete Canções e quatro prelúdios”, peças para duas guitarras clássicas e voz sobre sete poemas de Eugénio de Andrade, “Sete Canções Imaginárias” para trio de guitarra, flauta e violoncelo e “Peças para guitarra” (oito solos, um dueto “SCAN” e um quarteto de guitarras “IN-INPUT”).
Edita em Junho de 2012 o CD “Volta”, em duo com o contrabaixista António Quintino e tendo como convidado o percussionista José Salgueiro.
Em 2013 escreve música original para a peça “Ninguém se ouve, ninguém se vê” (a partir de A Gaivota de A. Tchékhov) com encenação de Maria João Luis (Teatro da Terra).
Em 2014 cria o LST - Lisboa String Trio, juntamente com Bernardo Couto (guit portuguesa) e Carlos Barretto (contrabixo) com quem edita o CD “Matéria”.
Este CD é galardoado com o prémio Carlos Paredes em 2015.
Ainda em 2014 escreve música original para a peça “Na solidão dos campos de algodão” de Bernard-Marie Koltés com encenação de Maria João Luis, Rita Blanco e Marcello Urgeghe.
Em 2015 escreve música original para a peça “Um conto de Natal” de Charles Dickens, com encenação de Maria João Luís e Ricardo Neves-Neves.
Em 2016 edita o CD “Lisboa”, o segundo registo do LST – Lisboa String Trio. Este CD é um dos nomeados para a categoria de Melhor Disco de 2016, prémio instituído pela Sociedade Portuguesa de Autores.
Em 2017 escreve música original para a peça “Finisterra” , encenada por Maria João Luís e Mickael de Oliveira.
Ainda em 2017 grava juntamente com a cantora Sofia Vitória o CD “Belo Manto”, com música original para poesia Luso- Árabe e poesia medieval Portuguesa.
Em 2018 escreve música original para as peças “Quando vai Carmen fazer Lady Macbeth?” dirigida por Nuno Pino Custódio e interpretada por Elsa Valentim (Teatro dos Aloés) e “Pela água” de Tiago Correia (Grande prémio do Teatro Português 2016), com encenação de Tiago Torres da Silva (Teatro Aberto)
Em 2019 escreve a partitura para a peça de tetro “Ermelinda do rio”, interpretada e encenada por Maria João Luís (Teatro da Terra) com texto de João Monge. Música tocada ao vivo por um trio de contrabaixos.
Em 2019 escreve e interpreta ao vivo com um ensemble constituído por guitarra, sítar, cello, contrabaixo e percussão, música para a peça “Sonho de uma noite de Verão” de W. Shakespeare encenada por Maria João Luís (Teatro da Terra).
Em 2020 edita “Aqui e Ali” com o grupo LST – Lisboa String Trio.
Em 2021 escreve a banda sonora para “A comédia de Rubena” de Gil Vicente, projecto de teatro radiofónico sob a direcção do encenador Miguel Sopas.

Discografia

Grupo SHISH –  “Espaços” – 1987

José Peixoto –  “El Fad” – 1988

Grupo Cal Viva –  “Cal Viva” –1991

Maria João e Grupo Cal Viva  –  “Sol” –1991

José Peixoto –  “Taifa”  -- 1993

“Bom dia Benjamim” com Maria João / José Mário Branco / Nuno Artur Silva  --  1995

José Peixoto --  “As vozes dos passos” --  1996

José Peixoto --  “A vida de um dia”  --  1998

José Peixoto --  “O que me diz o espelho de água” --  2000

José Peixoto e Fernando Júdice – “Carinhoso” -- 2002 
José Peixoto – “Aceno” – 2003

José Peixoto e Filipa Pais – “Estrela” -- 2004

José Peixoto e Carlos Zíngaro – “Cacus” – 2005

José Peixoto com Maria João – “PELE” – 2006

SAL – “Sal” – 2007

José Peixoto  --  “EL FAD – VIVO” – 2008

José Peixoto e José Salgueiro – ADUF – “Aduf” -- 2010

José Peixoto – “EL FAD” – “Lunar” – 2010

José Peixoto e António Quintino – “Volta” –2012

LST – Lisboa String Trio – “Matéria” – 2014

LST – Lisboa String Trio – “Lisboa” – 2016

José Peixoto e Sofia Vitória – “Belo Manto” – 2017

LST – Lisboa String Trio – “Aquí e Ali” – 2020

## Discografia
Com SISH:
- «Espaços» (1987)

Com EL FAD:
- «El Fad» (1988)
- «VIVO» (Grão Editora, 2008)
- «Lunar» (JACC Records, 2010)

Com grupo CAL VIVA:
- «Cal Viva» (1989)
- «Sol» c/Maria João (Enja, 1991)

Com TAIFA:
- «Taifa» (1993)

Com MADREDEUS:
- «Espírito da Paz» (Metro Blue, 1994)
- «Ainda» banda sonora do filme Lisbon Story de Wim Wenders (Blue Note, 1995)
- «O Paraíso» (Metro Blue, 1997)
- «O Porto» Ao vivo Coliseu do Porto (1998)
- «Movimento» (Blue Note, 2001)
- «Amor infinito» (EMI, 2004)
- «Faluas do Tejo» (EMI, 2005)

A Solo:
- «As Vozes dos Passos» (União Lisboa, 1996)
- «A Vida de Um Dia» (União Lisboa, 1998)
- «O Que Me Diz O Espelho da Água» (2000)
- «Aceno» (Zona Música, (2003)

Com Fernando Júdice:
- «Carinhoso» (2002)

Com Filipa Pais:
- «Estrela» (Zona Música, 2004)

Com Maria João:
- «Pele» (Zona Música, 2006)

Com SAL:
- «Sal» (E3C Music, 2007)

Com Maria Berasarte:
- «Todas las horas son viejas» (Universal Music, 2008)

Com ADUF:
- «Aduf» (Aduf edições, 2010)

Com António Quintino & José Salgueiro:
- «Volta» (JACC Records, 2012)

Com Lisboa String Trio:
- «LST Lisboa» (Primetime Records / Antena 1, 2015)

## Prémios
- 2011 - Prémio Carlos Paredes[2]